# Manische Sprache
Manisch ist eine in Gießen, Marburg, Wetzlar und Bad Berleburg (Wittgenstein) als Soziolekt gesellschaftlicher Randgruppen entstandene regionale Variante des Rotwelschen. Es handelt sich um einen auf der Grundlage des örtlichen mittelhessischen Dialekts bzw. Wittgensteiner Platts gebrauchten geheimsprachlichen Sonderwortschatz. Seit 2025 ist sie als immaterielles Weltkulturerbe anerkannt.

## Sprach- und sozialwissenschaftliche Forschungsresultate
Für Gießen gilt, dass von 574 wissenschaftlich dokumentierten Wortstämmen 402 (70 %) aus dem Romani entlehnt sowie 84 (14,6 %) deutschen, 65 (11,3 %) jiddischen, 10 (1,7 %) anderssprachlichen und 13 (2,3 %) ungeklärten Ursprungs sind. Auch das Berleburger Manisch weist ganz überwiegend Wortstämme aus dem Romani auf.
Die mittelhessischen Sprecher bezeichnen zwar ihre Sprache als „Manisch“ (mit dem rotwelschen Wort manisch „zigeunerisch“, aus Romani Manush „Mensch, Angehöriger der Roma“), lehnen aber für sich selbst die Bezeichnung als „Manische“ ab, unter der sie von der übrigen Bevölkerung mit den Roma zusammengefasst werden, und bezeichnen sich vielmehr als Jenische.

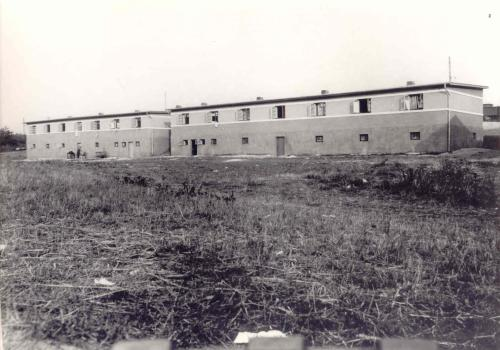
Gießen, Peripheriesiedlung Margaretenhütte, um 1930

Gesprochen wurde bzw. wird Manisch in Gießen insbesondere in drei Wohnquartieren, der sog. „Gummiinsel“ sowie der „Margaretenhütte“ und dem „Eulenkopf“, in Marburg in den Stadtteilen Richtsberg, Waldtal und Cappel, in Wetzlar in der ehemaligen Siedlung „Finsterloh“ und in kleinen Teilen der Altstadt sowie in Bad Berleburg in der vorstädtischen Siedlung an der Lause.
In Gießen siedelten sich seit dem ausgehenden 19. Jahrhundert und in Bad Berleburg bereits seit dem ausgehenden 18. Jahrhundert in der Region beheimatete Familien von Sinti und Jenischen (regionale Fremdbezeichnung: Meckese[r]) an.
Zudem wurde und wird Manisch teilweise noch heute in Frankfurt-Bonames im Bereich der Wohngemeinschaft Bonameser Straße gesprochen.
Mag das Manische auch vom Aussterben bedroht sein und mögen nur noch wenige Personen über einen nennenswerten Wortschatz verfügen, leben doch einige Wörter in der lokalen Umgangs- und Jugendsprache weiter. Ein Beispiel ist moss: die manische Bezeichnung für Frau, steigerbar durch das Morphem {chef-} zu chefmoss für ‚(besonders) schöne Frau‘. Am Manischen lässt sich eine gewisse Prestigeveränderung festmachen. Fungierte es ursprünglich genuin als Geheimsprache stigmatisierter unterer Schichten, werden lexikalische Fragmente des Soziolekts heute sogar im Stadtmarketing plakativ verwendet.
Obgleich in diesen Kontexten häufig die Interjektion Ulai (Ausdruck des Erstaunens; wegen der mangelnden Kodifizierung des Manischen auch Ulei, Olai, Orlei usw.) dem Manischen zugerechnet wird, konnte dieser etymologische Zusammenhang bisher nicht belegt werden. Anzunehmen ist, dass die heute noch verwendeten Fragmente des Manischen mit der sog. Jugend- und Umgangssprache zusammengefallen sind.

## Trivia
Der in Gießen aufgewachsene Schauspieler Til Schweiger stand 2015 der Redaktion des Zeit-Magazins Rede und Antwort zu Fragen rund um das Manische in seiner Heimat.
Die ehemalige Basketball-Mannschaft Gießen 46ers Rackelos leitete ihren Namen ausdrücklich aus dem manischen Wort für Junge, Kind bzw. Nachwuchs ab.